# يان غيبونز
يان غيبونز (بالإنجليزية: Ian Gibbons)‏ (8 فبراير 1970 في المملكة المتحدة - ) هو لاعب كرة قدم بريطاني في مركز الهجوم. لعب مع ستوك سيتي وNewcastle Town F.C. ‏.